# جغرافیای فیلیپین

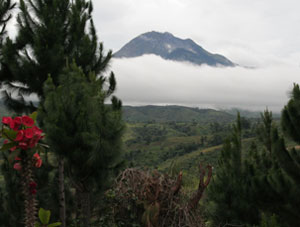
کوه آپو بلندترین کوه فیلیپین

این کشور از ناحیهٔ شمال غربی با تایوان و چین، از ناحیه شمال شرقی با ژاپن، از جنوب با اندونزی از جنوب غربی با مالزی، تایلند و سنگاپور همسایه است و شرق آن را دریای فیلیپین و غرب آن را دریای چین جنوبی فرا گرفته‌است.
مجموعه جزیره‌های فیلیپین از شمار بسیار زیادی جزیره کوچک و بزرگ تشکیل شده‌است که بر روی هم ۳۰۰ هزار کیلومتر مربع وسعت دارند یعنی کمتر از یک پنجم خاک ایران. بیش از نیمی از خاک آن را جنگل فرا گرفته‌است. این جزایر که تعداد آنها به ۷۱۰۷ جزیره می‌رسد عموماً در سه گروه بزرگ طبقه‌بندی می‌شوند. این سه مجمع‌الجزیره عبارتند از: لوزون، میندانائو، و ویسایا.
دو جزیره لوزون و میندانائو مجموعاً ۶۶٪ کل مساحت فیلیپین را شامل می‌شوند. از ۷۱۰۷ جزیره فیلیپین فقط ۱۰۰ جزیره مسکونی است و در این بین فقط یازده جزیره به صورت عمده جمعیت ساکنی دارد و فقط ۲۷۷۰ جزیره دارای نامی خاص هستند.
کشور فیلیپین به‌طور کلی در محاصره آب‌های اقیانوس آرام و دریای چین جنوبی قرار دارد، وسیع‌ترین دریاچه‌های آن عبارتند از،: لاگونا در غرب جزیره لوزون و تاآل در مرکز آن دو دریاچه لانائو و دریاچه سوریاگو نیز در جزیره میندانائو است.
بزرگترین رودهای این کشور شامل کاگایان و پاکساهان در جزیره‌های لوزون و رودهای پالانگی و آگوسان در جزیره میندانائو جریان دارد. مرتفع‌ترین قله آن کوه آپو به ارتفاع ۲۹۴۵ متر است.

## آب و هوا
| داده‌های اقلیم فیلیپین                                        | داده‌های اقلیم فیلیپین | داده‌های اقلیم فیلیپین | داده‌های اقلیم فیلیپین | داده‌های اقلیم فیلیپین | داده‌های اقلیم فیلیپین | داده‌های اقلیم فیلیپین | داده‌های اقلیم فیلیپین | داده‌های اقلیم فیلیپین | داده‌های اقلیم فیلیپین | داده‌های اقلیم فیلیپین | داده‌های اقلیم فیلیپین | داده‌های اقلیم فیلیپین | داده‌های اقلیم فیلیپین |
| ماه                                                          | ژانویه                | فوریه                 | مارس                  | آوریل                 | مه                    | ژوئن                  | ژوئیه                 | اوت                   | سپتامبر               | اکتبر                 | نوامبر                | دسامبر                | سال                   |
| ------------------------------------------------------------ | --------------------- | --------------------- | --------------------- | --------------------- | --------------------- | --------------------- | --------------------- | --------------------- | --------------------- | --------------------- | --------------------- | --------------------- | --------------------- |
| میانگین روزانه °C (°F)                                       | ۲۵٫۳ (۷۸)             | ۲۵٫۳ (۷۸)             | ۲۶٫۱ (۷۹)             | ۲۷٫۰ (۸۱)             | ۲۷٫۳ (۸۱)             | ۲۶٫۸ (۸۰)             | ۲۶٫۵ (۸۰)             | ۲۶٫۳ (۷۹)             | ۲۶٫۳ (۷۹)             | ۲۷٫۳ (۸۱)             | ۲۶٫۰ (۷۹)             | ۲۵٫۵ (۷۸)             | ۲۶٫۳۱ (۷۹٫۴)          |
| بارندگی میلی‌متر (اینچ)                                       | ۱۴۷٫۸ (۵٫۸۲)          | ۹۹٫۴ (۳٫۹۱)           | ۹۷٫۲ (۳٫۸۳)           | ۹۳٫۳ (۳٫۶۷)           | ۱۸۸٫۴ (۷٫۴۲)          | ۲۳۵٫۹ (۹٫۲۹)          | ۲۸۶٫۶ (۱۱٫۲۸)         | ۲۷۳٫۱ (۱۰٫۷۵)         | ۲۶۹٫۴ (۱۰٫۶۱)         | ۲۷۳٫۷ (۱۰٫۷۸)         | ۲۵۷٫۷ (۱۰٫۱۵)         | ۲۲۶٫۷ (۸٫۹۳)          | ۲٬۴۴۹٫۲ (۹۶٫۴۴)       |
| منبع: World Bank Climate Change Knowledge Portal (1990–2009) |                       |                       |                       |                       |                       |                       |                       |                       |                       |                       |                       |                       |                       |

آب و هوای فیلیپین گرمسیری دریایی با رطوبت زیاد است و در طول سال همواره با طوفان و باران‌های موسمی روبرو هستند و به خاطره همین باران‌های سیل آسا تقریباً ۷۰٪ این جزایر را جنگل‌های سرسبز استوایی فرا گرفته‌است. دمای هوا بین ۲۰ تا ۴۰ درجه متغیر است و رطوبت نیز از ۳۶٪ تا ۹۰٪ هم می‌رسد. وقوع زمین‌لرزه در این جزایر پدیده‌ای معمولی به‌شمار می‌آید.
مهمترین قلل آتشفشان فیلیپین قله مایون و پیناتابو در جزیره لوزون و قله آپو در جزیره میندانائو و قله کان لائون در جزیره نگروس است که گاهی فعال شدن این قلل باعث خسارات مالی و جانی زیادی برای ساکنان اطراف آنها گردیده‌است. همچنین فعال شدن آتشفشان پیناتابو در جنوب جزیره لوزون در سال ۱۹۹۰ علاوه بر خساراتی که برای مردم داشت، پایگاه‌های نظامی آمریکا در فیلیپین را نیز تخریب نمود و در نهایت منجر به جمع‌آوری این پایگاه‌ها شد.

## دریا
چین و فیلیپین بر سر مالکیت جزایر رنای که پکن از آن به عنوان جزایر نن شا یاد می‌کند و تپه‌های دریایی جانسون اختلاف دارند. آب‌های دریای چین جنوبی که از منابع سرشار نفت و گاز و شیلات برخوردار است محل چالش بین چین و فیلیپین است.
چین مدعی مالکیت مطلق بر آب‌های دریای چین جنوبی است و همواره از مدعیان دیگر از جمله فیلیپین، ویتنام و ژاپن خواسته تا از طریق گفتگوی دو جانبه به این تنش‌ها پایان دهند. فیلیپین این اختلاف را به دادگاه بین‌المللی سازمان ملل متحد برده‌است.

## تقسیمات کشوری
فیلیپین دارای ۱۷ ناحیه، ۸۱ استان و نزدیک به ۱۵۰۰ منطقه مستقل شهری (شهرستان) است.

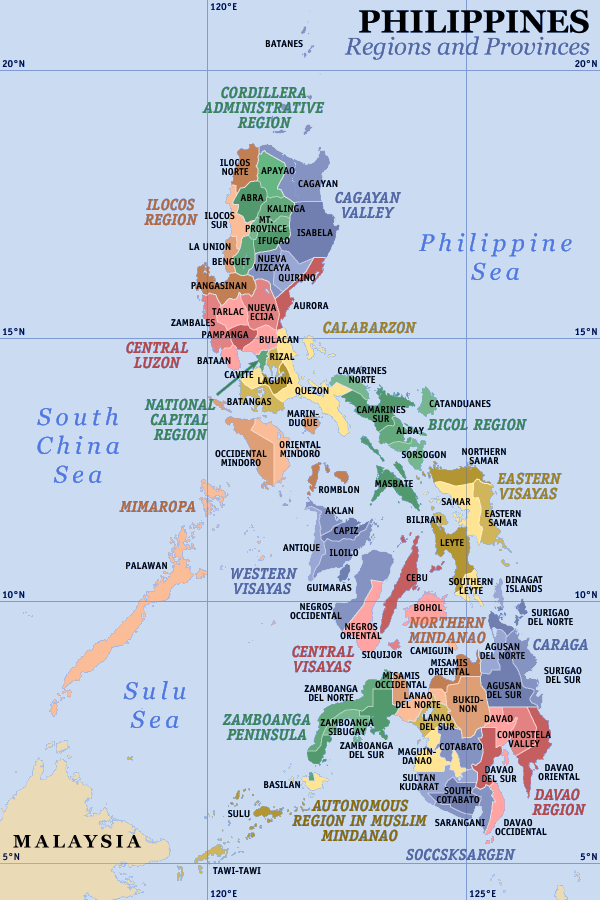
ایالتهای فیلیپین

1. آبرا
2. آگوسان دل نورته
3. آگوسان دل سور
4. آکلان
5. آلبای
6. آنجلس
7. آنتیک
8. آرورا
9. داپیتان
10. ایریگا
11. لانائو دل نورته
12. لایونیون
13. مانیل
14. پالاوان
15. کوئه زون
16. سان پابلو

- ۱۷ لانائو دل سور

1. تاکلوبان
2. تانگوب
3. زامبوآنگا